# Гайсинська міська територіальна громада
Гайсинська міська громада — територіальна громада в Україні, у Гайсинському районі Вінницької області. Адміністративний центр — місто Гайсин.
Площа громади — 657,77 км², населення — 44 540 мешканців (2020).

## Населені пункти
У складі громади 1 місто (Гайсин), 5 селищ (Губник, Зятківці, Лісна Поляна, Млинки і Хороша)  і 37 сіл:
- Адамівка
- Басаличівка
- Бережне
- Бондурі
- Борсуки
- Бубнівка
- Бур'яни
- Гнатівка
- Губник
- Гунча
- Дмитренки
- Жерденівка
- Заріччя
- Зятківці
- Карбівка
- Кисляк
- Кіблич
- Кочурів
- Крутогорб
- Куна
- Кущинці
- Ладижинські Хутори
- Мар'янівка
- Мелешків
- Новоселівка
- Огіївка
- Рахни
- Рахнівка
- Розівка
- Семирічка
- Степашки
- Тарасівка
- Тимар
- Харпачка
- Чечелівка
- Шура-Бондурівська
- Ярмолинці